# Adzoba
Adzoba est un cratère de la planète Vénus ayant un diamètre de 10 kilomètres. Sa latitude est de 12,8° et sa longitude est de 117°.  L'origine de son nom est un prénom usuel féminin en langue ewe ,.